# Bantan Timur
Bantan Timur is een bestuurslaag in het regentschap Medan van de provincie Noord-Sumatra, Indonesië. Bantan Timur telt 13.839 inwoners (volkstelling 2010).